# NGC 6811
NGC 6811 (również OCL 185) – gromada otwarta znajdująca się w gwiazdozbiorze Łabędzia. Odkrył ją John Herschel 29 sierpnia 1829 roku. Jest położona w odległości ok. 4 tys. lat świetlnych od Słońca.